# Philip de László
Philip Alexius de László MVO (Budapeste, 30 de abril de 1869 – Londres, 22 de novembro de 1937) foi um pintor húngaro, conhecido particularmente por seus retratos da realeza e da aristocracia europeia.

## Biografia
Laub Fülöp Elek era o filho mais velho de um alfaiate judeu. A família mudou seu nome para László, em 1891.
Ainda jovem, László foi aprendiz de um fotógrafo enquanto estudava arte. Quando entrou para a Academia Nacional de Arte, estudou com Bertalan Székely e Károly Lotz. Ele continuou seus estudos indo para Munique e Paris. Em 1900, o seu retrato do Papa Leão XIII foi premiado com a medalha de ouro na Exposição Universal de Paris.
Foi também em 1900 que László desposou Lucy Madeleine Guinness, da rica família irlandesa e protestante Guinness. Eles se conheceram pela primeira vez em 1892, em Munique, mas foram proibidos de verem um ao outro por alguns anos. Tiveram seis filhos juntos.
Em 1903, László saiu de Budapeste e partiu para Viena, na Áustria. Em 1907, mudou-se para a Inglaterra. Ele permaneceu baseado em Londres pelo resto de sua vida, mas continuou viajando ao exterior para atender seus clientes, a maioria composta por nobres.
Os patronos de László concederam-lhe diversas honras e medalhas. Em 1909, ele foi nomeado membro da Real Ordem Vitoriana pelo rei Eduardo VII do Reino Unido. Em 1912, foi elevado à nobreza por Francisco José I da Áustria; seu sobrenome tornou-se "László de Lombos". Mais tarde, a família encurtou-o para "de László".
Embora tivesse obtido a nacionalidade britânica em 1914, ficou confinado por doze meses durante a Primeira Guerra Mundial. Em 1936, ele sofreu um ataque cardíaco. No ano seguinte, teve outro ataque e morreu em sua residência em Hampstead, perto de Londres.

## Galeria

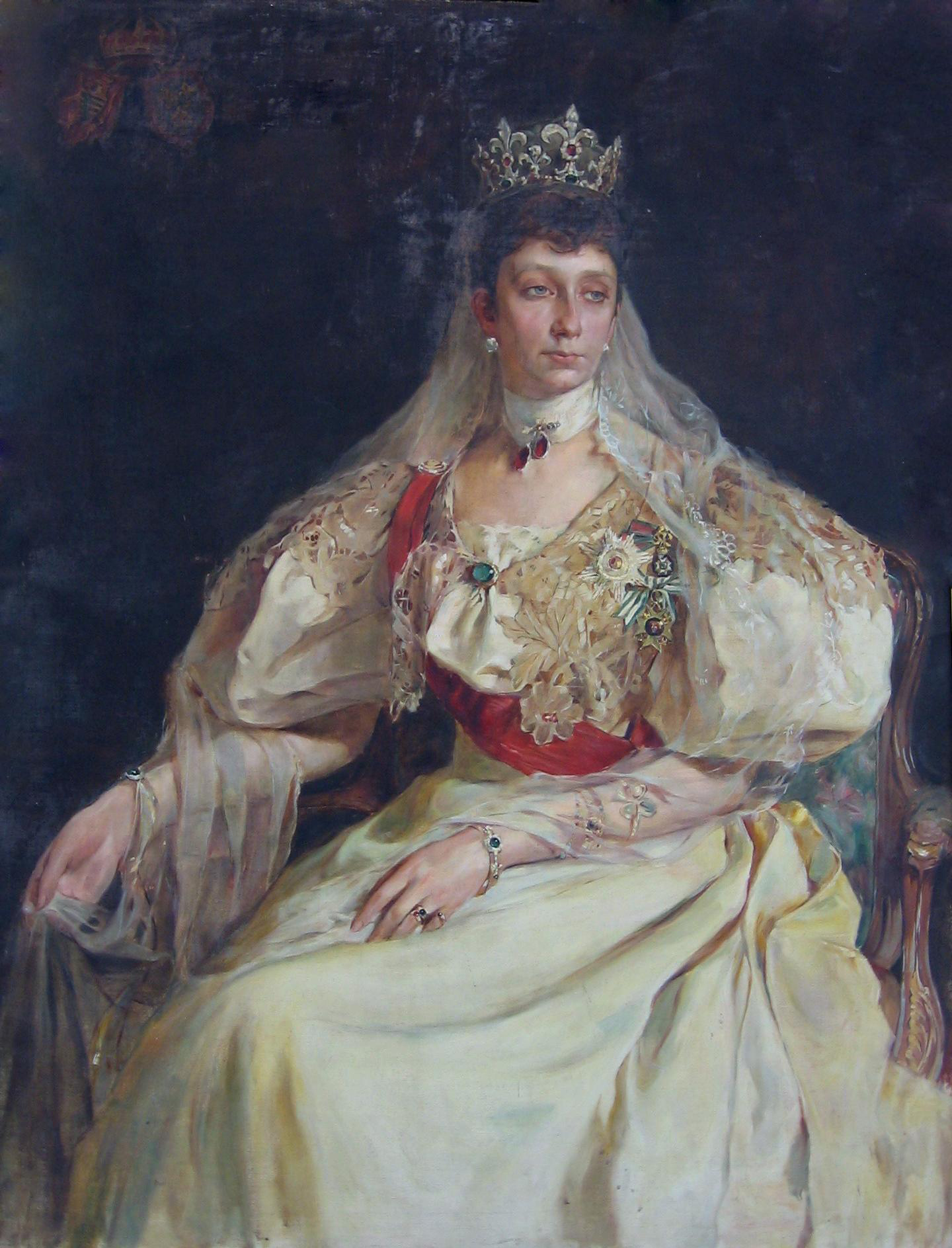
Princesa Maria Luísa de Bourbon-Parma (antes de 1899)
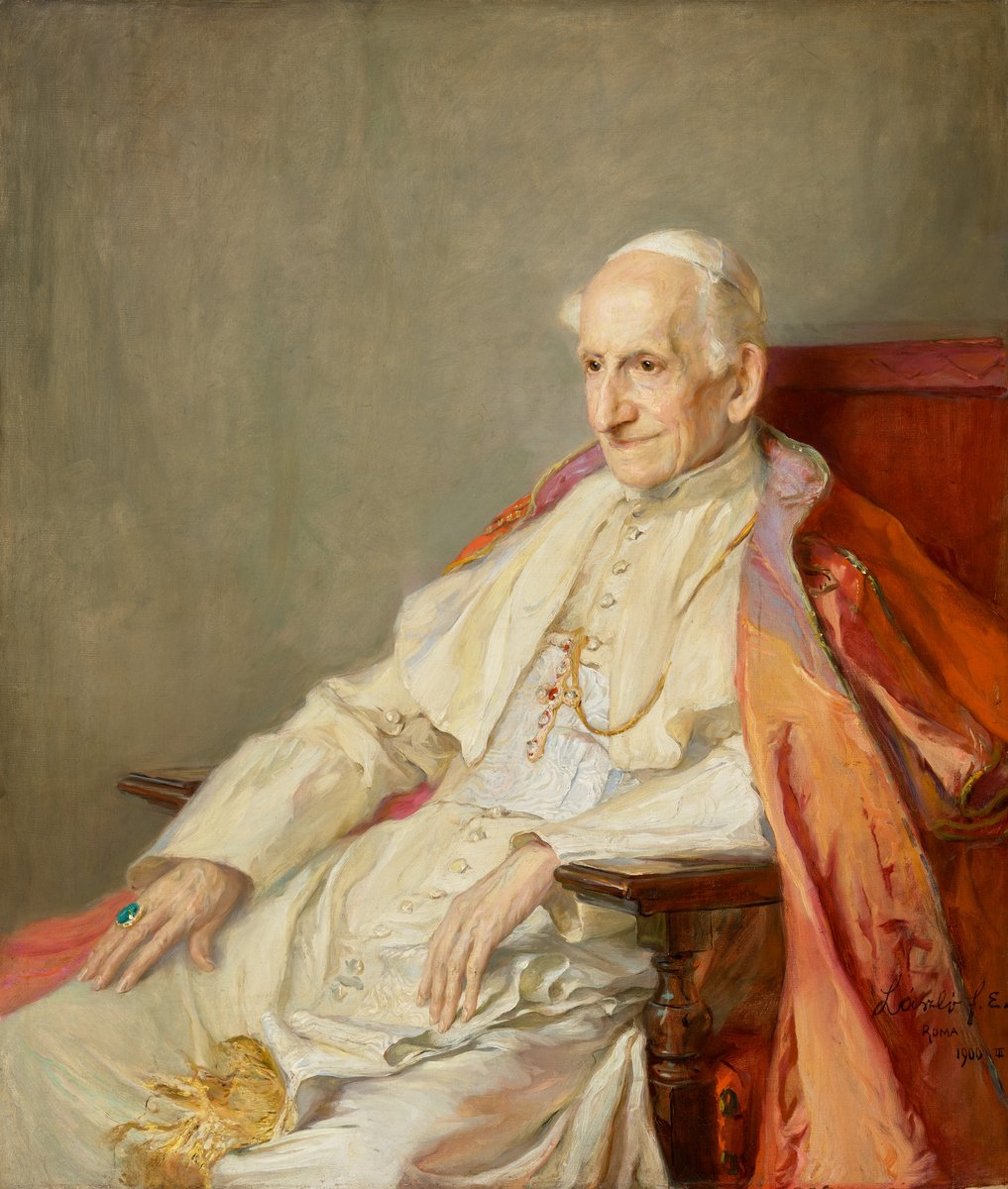
Papa Leão XIII (1900)
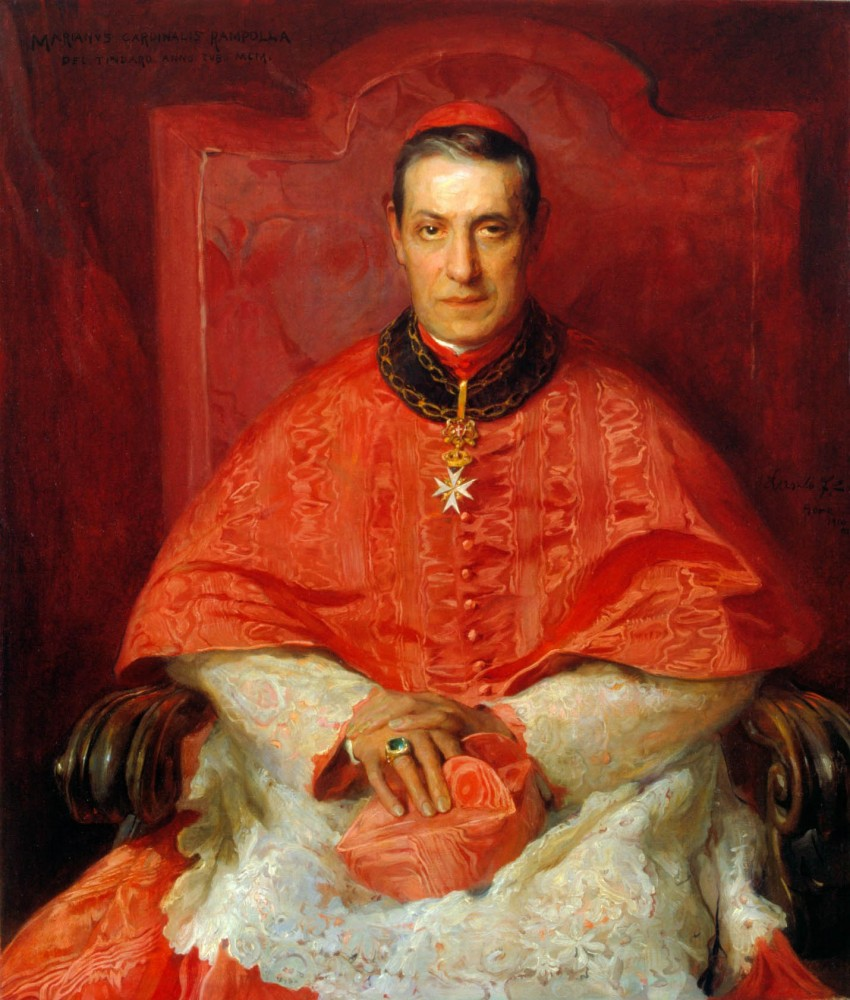
Cardeal Mariano Rampolla (1900)
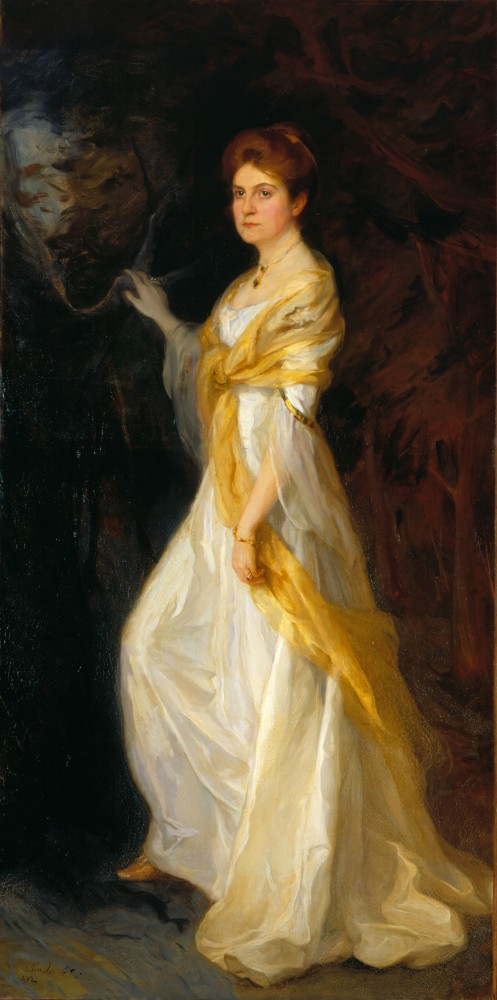
Retrato de Corisande, Marquesa de Noailles (cerca de 1902)
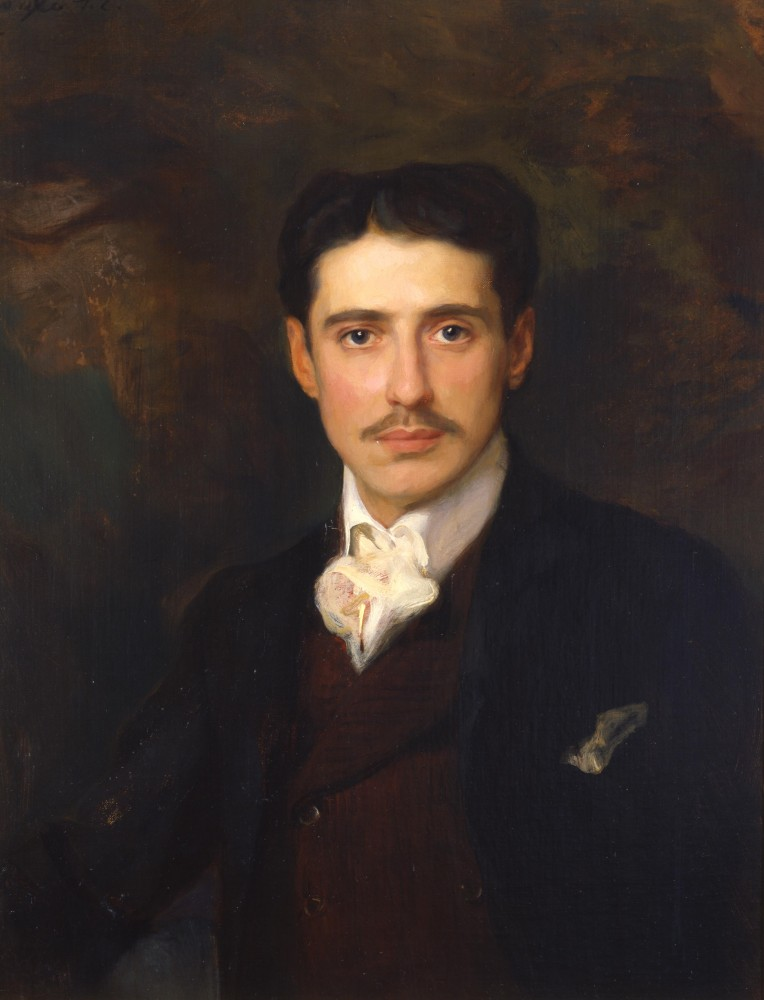
Retrato de Antoine de Gramont, 12º Duque de Gramont (1904)
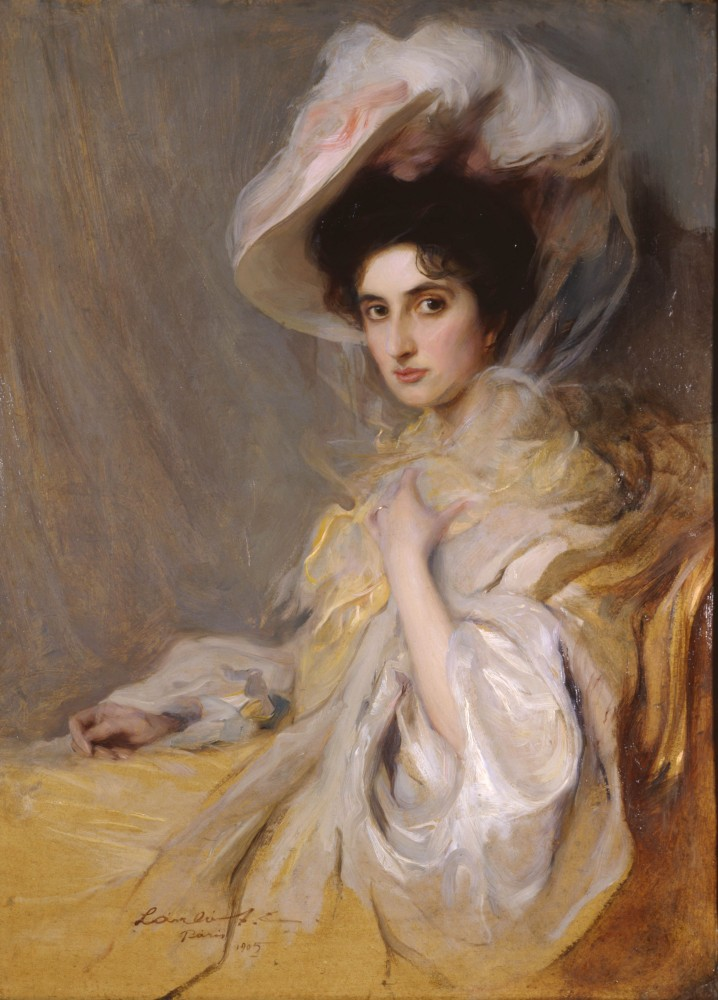
Elaine, Duquesa de Gramont (1905)
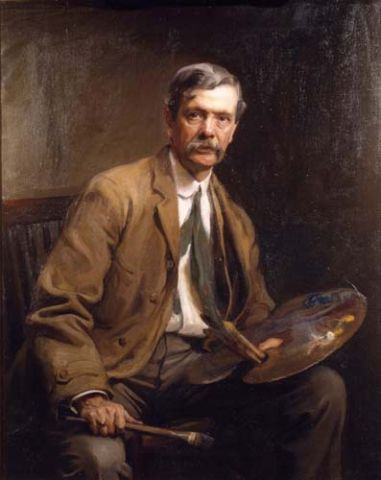
Sir Alfred East (1907)
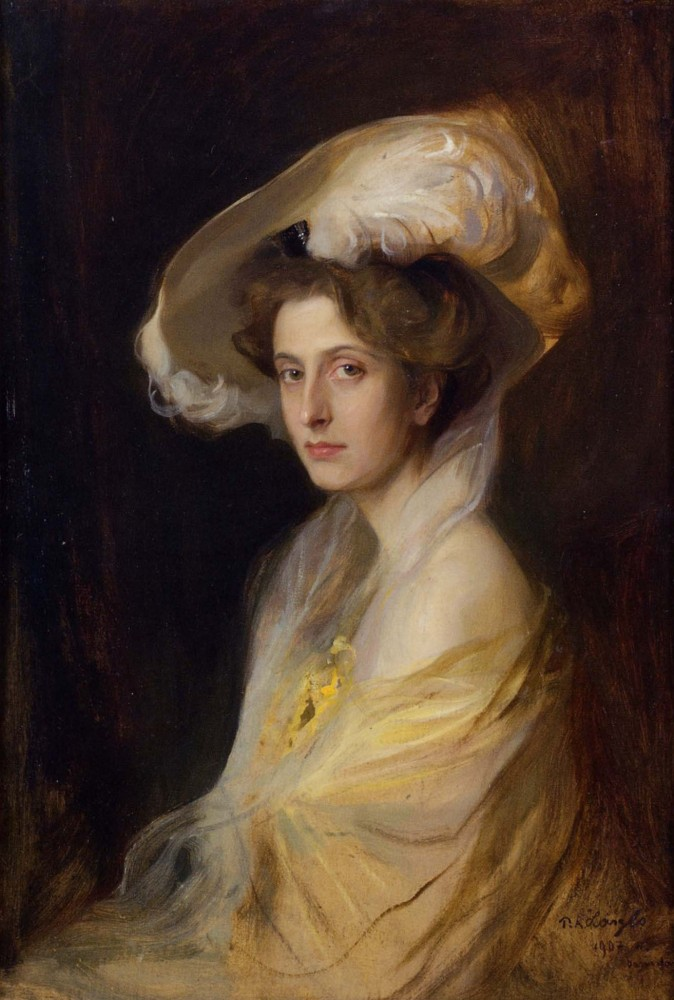
Lady Louise Mountbatten (mais tarde Rainha da Suécia) (1907)
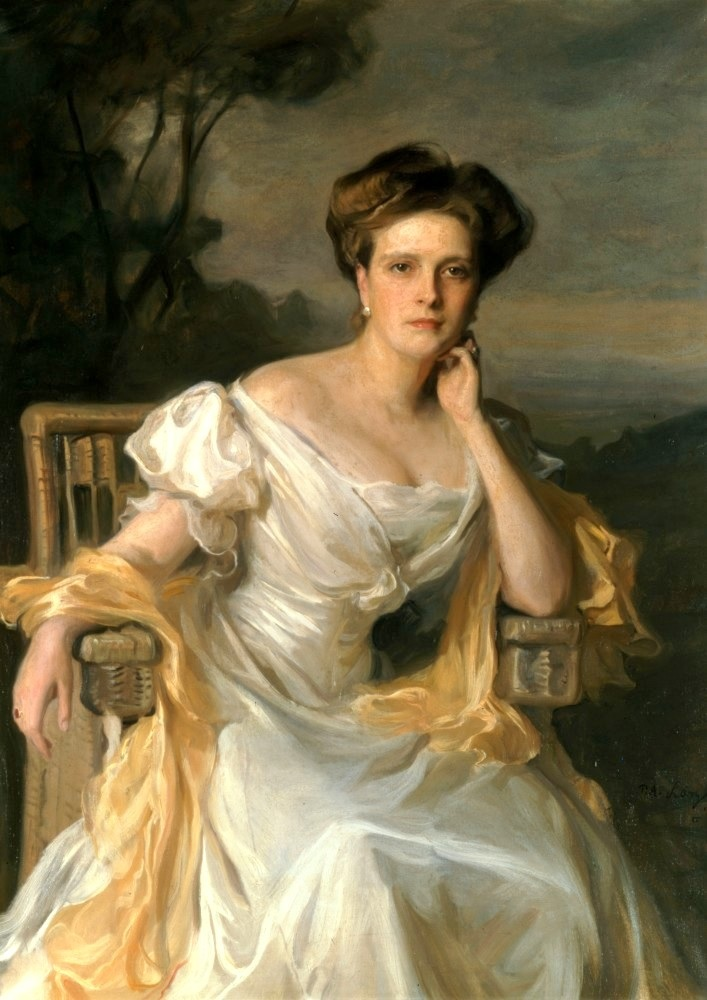
Princesa Alice de Battenberg (1907)
Imperatriz alemã e rainha da Prússia, Augusta Vitória de Schleswig-Holstein (1908)
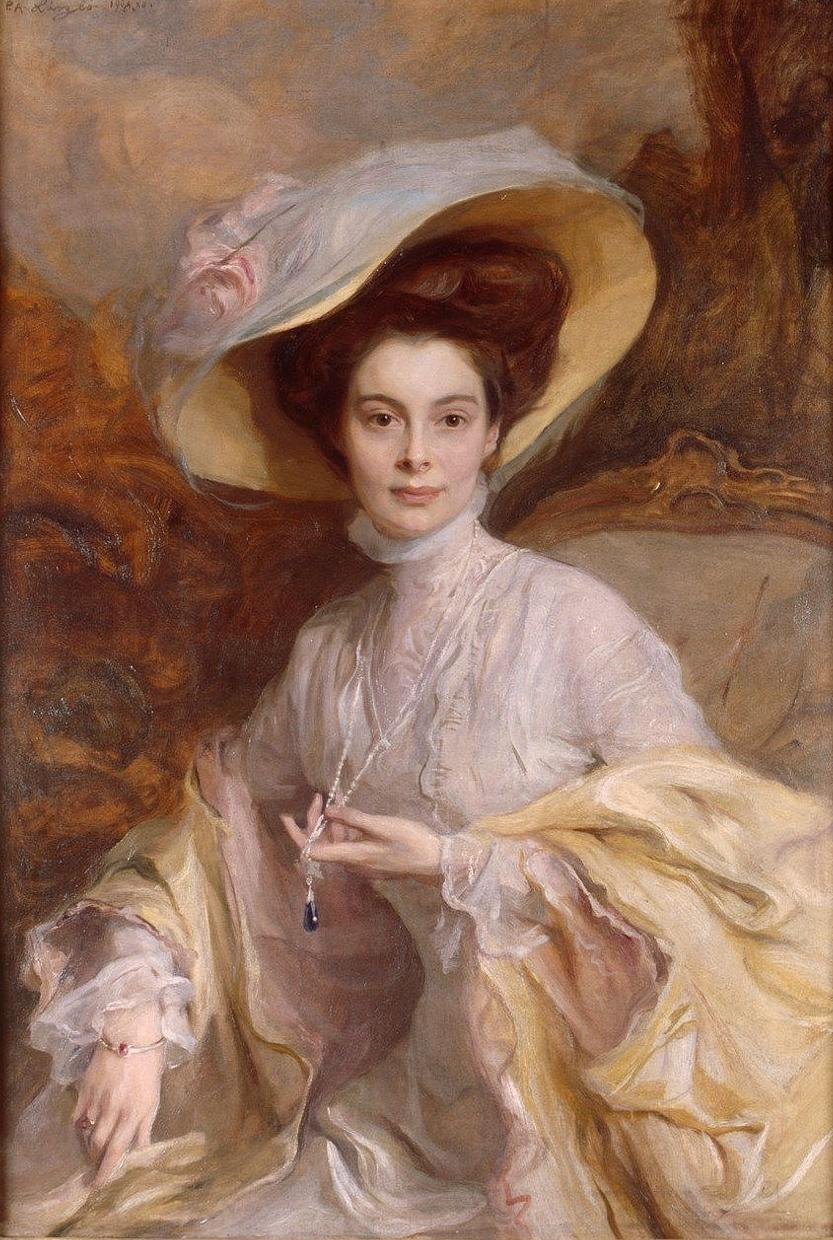
Cecília de Mecklemburgo-Schwerin, imperatriz titular da Alemanha (1908)
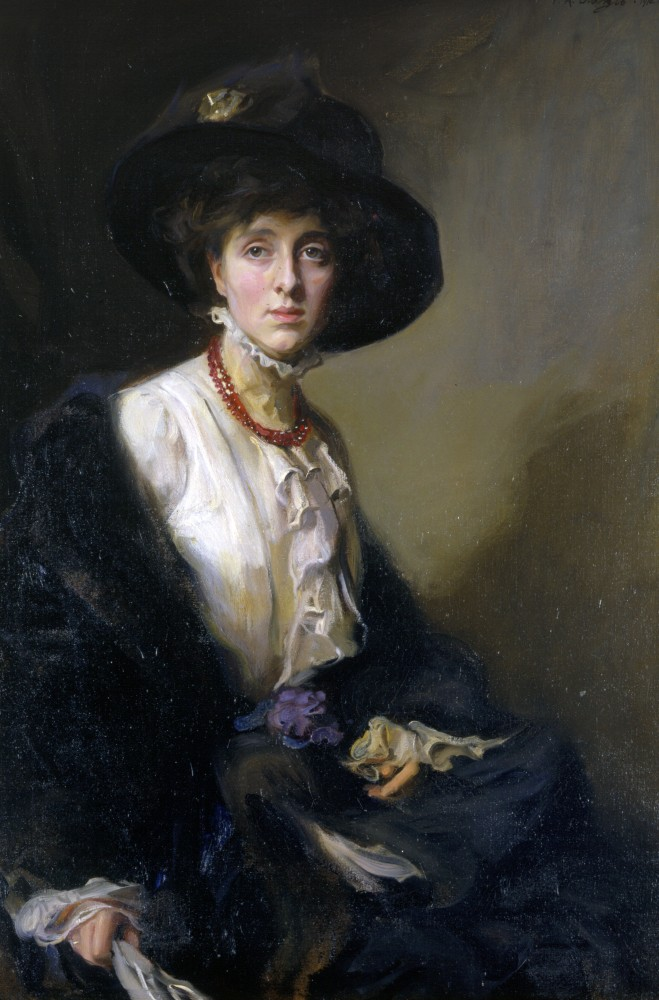
Vita Sackville-West (1910)
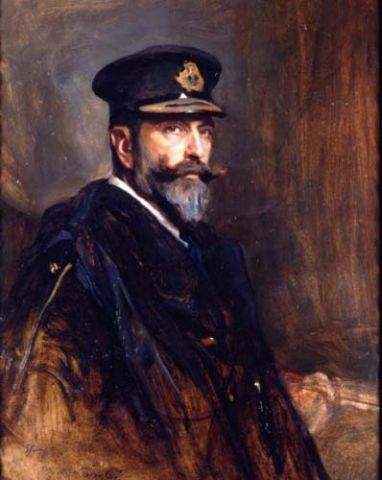
Louis Mountbatten, 1.º Marquês de Milford Haven (1910)
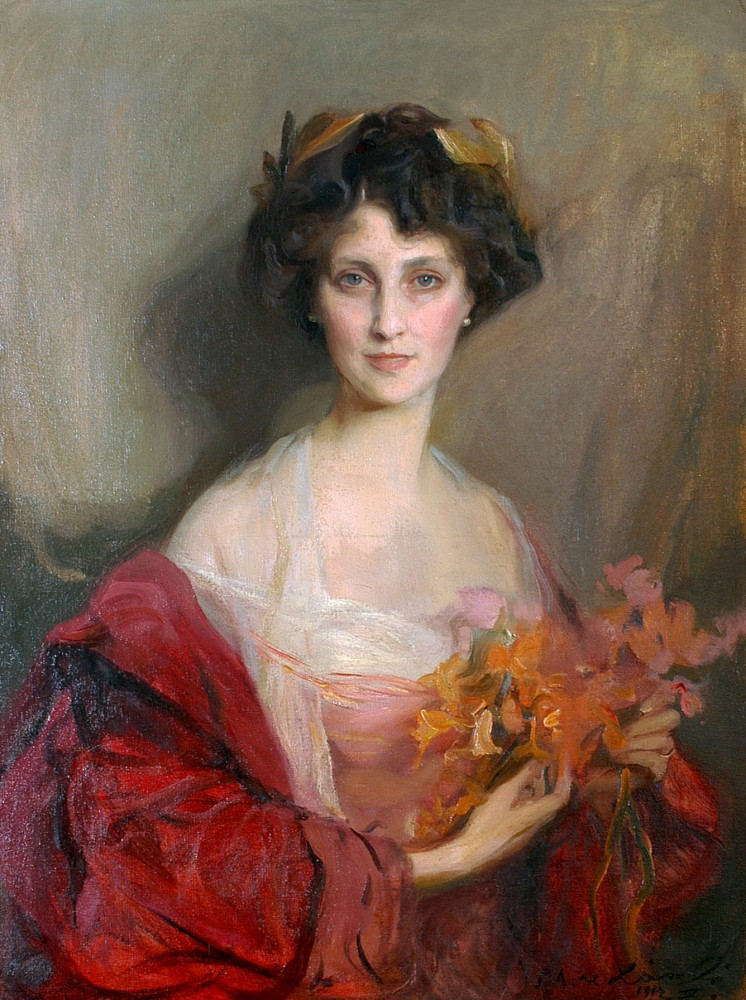
Winifred Anna Cavendish-Bentinck (nascida Dallas-Yorke), 6ª Duquesa de Portland (1912)
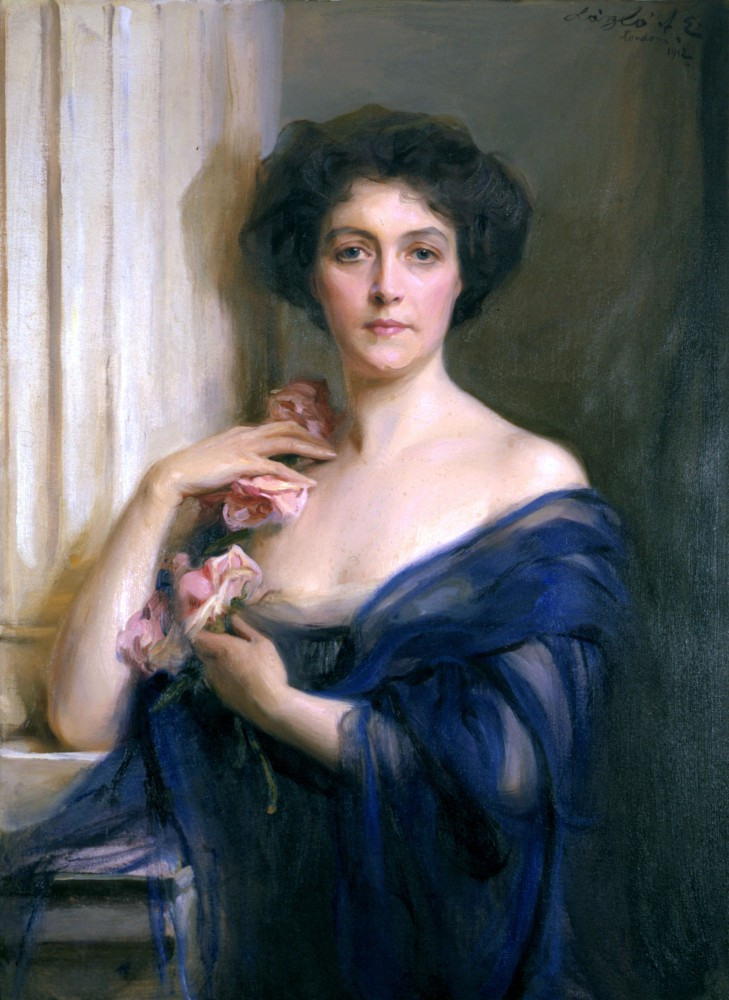
Condessa Dénes Széchényi (1912)
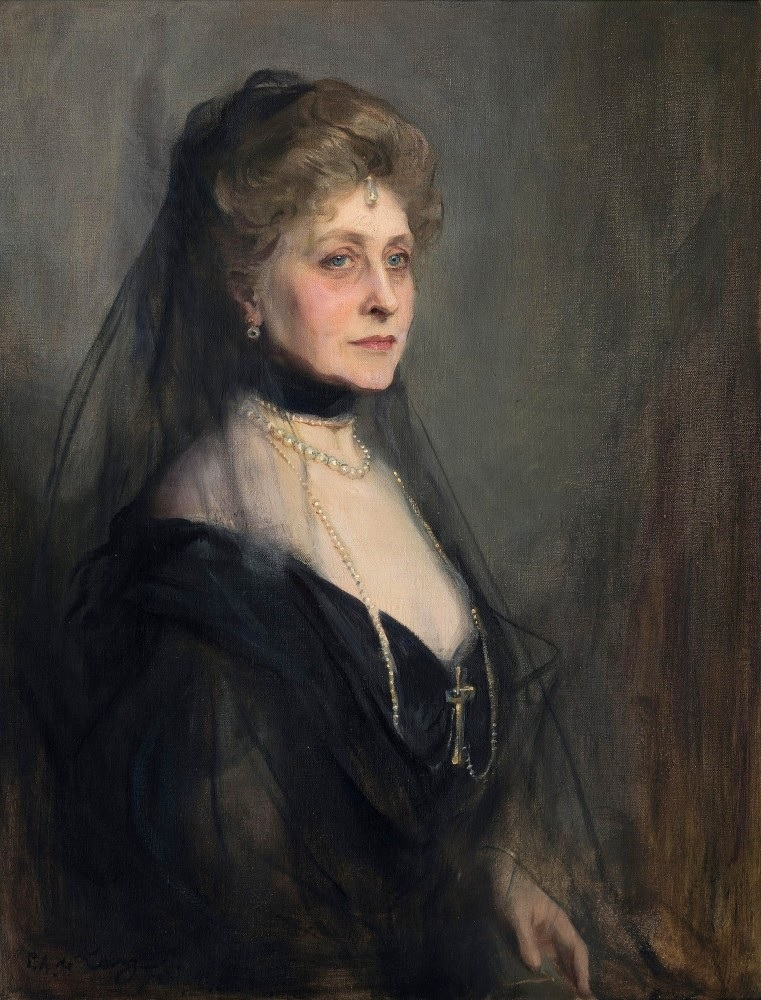
A princesa Luísa, Duquesa de Argyll (cerca de 1915)
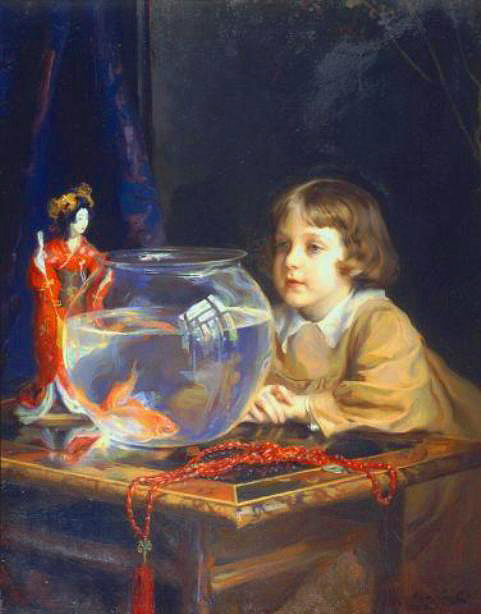
O filho do artista (1917)
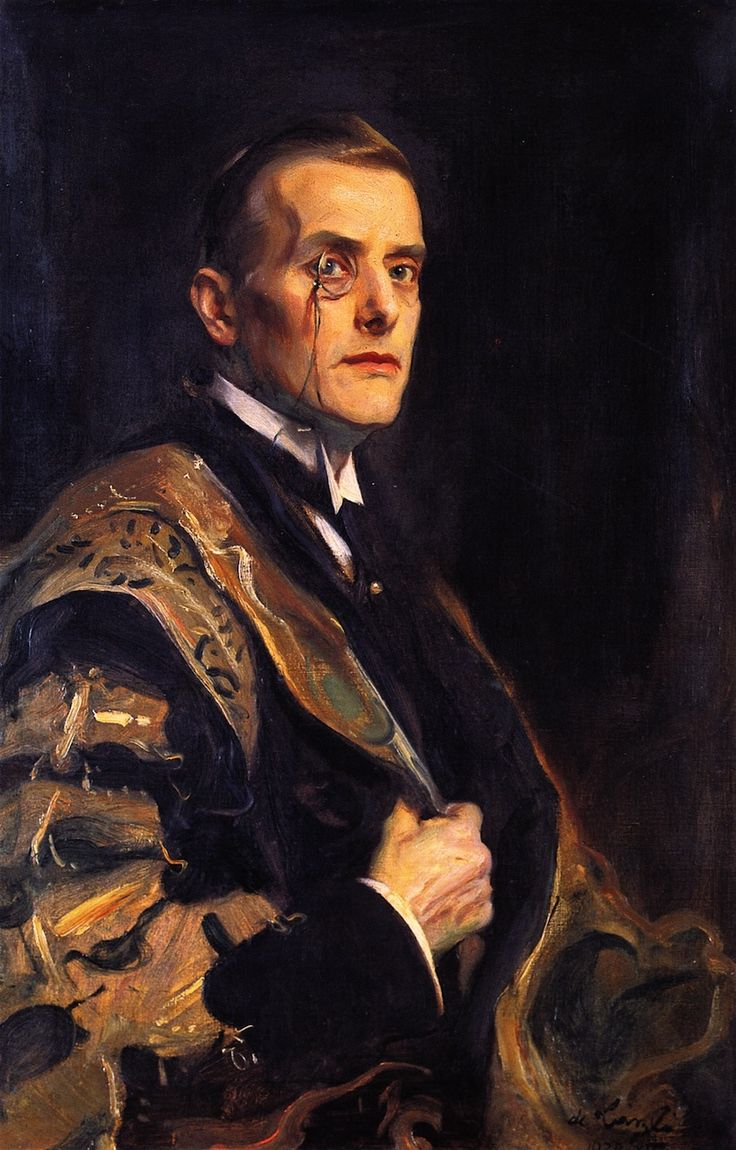
Retrato do Muito Honorável Sir Austen Chamberlain (1920)
Princesa Elizabeth de York, posteriormente Rainha Elizabeth II (1933)